# Bettongia anhydra
Bettongia anhydra (лат.) — вид недавно вымерших сумчатых млекопитающих из рода короткомордые кенгуру семейства кенгуровые крысы.

## Таксономия
Описан по черепу в 1930-х годах, как Bettongia penicillata anhydra, а позже рассматривался как синоним Bettongia lesueur. Первое описание как отдельного вида было сделано Хедли Гербертом Финлейсоном и опубликовано в 1957 году. Исследование морфологии и молекулярных доказательств предложило этот образец как типовой для этого нового вида. Тип был собран со свежей туши в озере Маккай на западе Северной территории Майклом Терри в 1933 году.
Филогения вида отделяет этот вид и B. lesueur от линий, возникших в более поздний период.

## Описание
Вид рода Bettongia. Это млекопитающие небольшого или среднего размера, которые обычно ведут ночной образ жизни и питаются грибами. Зубная кость Bettongia anhydra напоминает таковую у видов рода Potorous и рода Bettong.